# Karlito Nunes

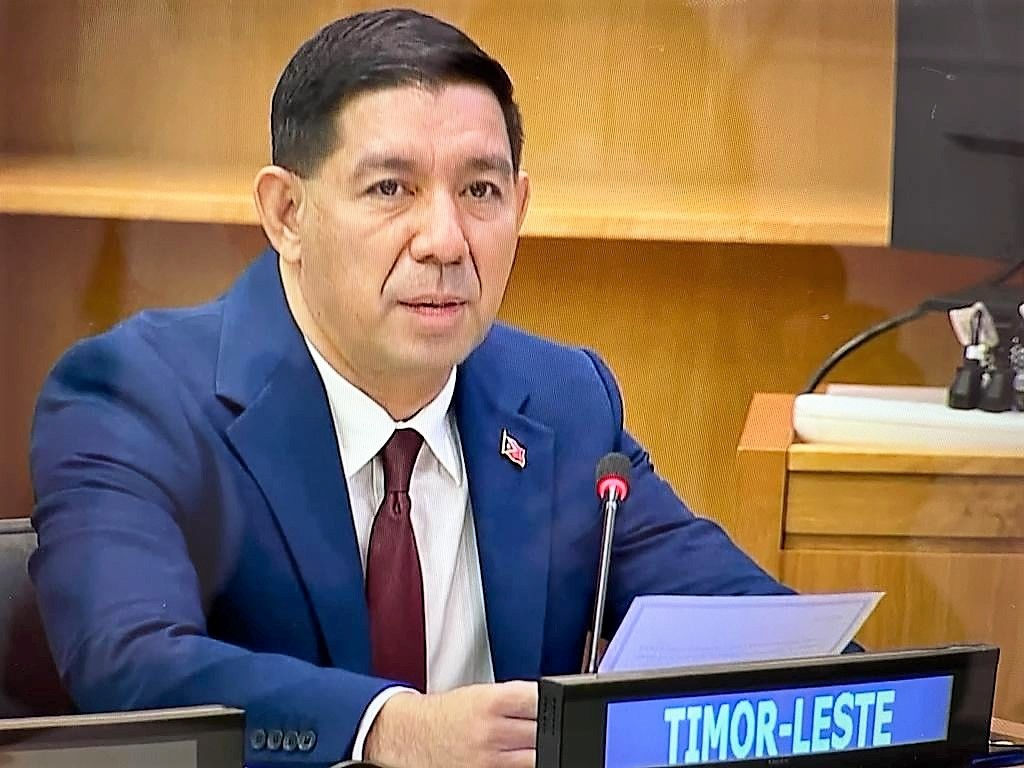
Karlito Nunes bei der Generaldebatte der UN (2021)

Karlito Nunes (* 30. Januar) ist ein osttimoresischer Diplomat.
Nunes arbeitete viele Jahre mit internationalen Agenturen zusammen, darunter Missionen und Agenturen der Vereinten Nationen wie UNAMET und IOM, insbesondere in den Bereichen Wählerbildung, Wiedergutmachung und Reintegration von Flüchtlingen sowie im Programm zur Unterstützung der Integration von Mitgliedern der FALINTIL. 2018 war er Programmmanager beim International Republican Institute.
Am 13. Juli 2021 wurde Nunes zum Ständigen Vertreter Osttimors bei den Vereinten Nationen in New York vereidigt. Das Amt hatte er bis 2023 inne. Am 30. Juli übergab Nunes seine Akkreditierung als osttimoresischer Botschafter in Indien.